# Ван Ю-лянь
Ван Ю-лянь (6 вересня 1994) — тайванський плавець. Учасник Чемпіонату світу з водних видів спорту 2017 на дистанції 100 метрів вільним стилем. Учасник Чемпіонату світу з водних видів спорту 2019.